# سازمان نظامی
سازمان نظامی یا یگان ارتشی راهی است برای سازماندهی نیروهای مسلح کشور به منظور توانمندسازی آن‌ها در جهت دستیابی به سیاست پدافند ملی. در برخی از کشورها نیروهای شبه‌نظامی نیز به نیروهای مسلح کشور ضمیمه می‌شوند. نیروهای مسلحی همچون نیروهای شورشی که جزو نظام یا سازمان‌های شبه‌نظامی نیستند از سازمان‌های نظامی رسمی یا مخصوص به خود تقلید می‌کنند.
یگان ارتشی سازمانی است در درون نیروهای مسلح. هر یگان می‌تواند چندین سرباز، ناو، نفربر یا هواگرد را در بر بگیرد. هر سه نیروی زمینی، هوایی و دریایی به‌طور پایگانی به گروه‌های گوناگون بزرگ و کوچکی بخش شده‌اند. این یگان بندی‌ها به مدیریت بهتر کارکردی، تاکتیکی و اداری نیروهای مسلح یاری می‌رساند. به شیوه تقسیم این یگان‌ها در نبردگاه یا محل رزمایش، آرایش نظامی می‌گویند.
تشکیلات نظامی مبتنی بر سلسله مراتب است. استفاده از درجه‌های رسمی در یک ساختار سلسله مراتبی در ارتش روم عمومیت پیدا کرد. در زمان کنونی، کنترل اجرایی، مدیریت و ادارهٔ سازمان‌های نظامی معمولاً در دولت و از طریق یکی از وزارتخانه‌ها به نام وزارت دفاع یا وزارت جنگ انجام می‌شود. این وزراتخانه نیز آن دسته از نیروهایی را که مسئول نبرد، پشتیبانی رزمی و پشتیبانی خدماتی یگان‌ها هستند را مدیریت می‌کند.

## کنترل اجرایی، مدیریت و اداره سازمان‌های نظامی
معمولاً در کشورهای مردم‌سالار، کنترل اجرایی سازمان نظامی ملی توسط مردم و از طریق رهبران سیاسی منتخب انجام می‌شود. وزیر دفاع نیز معمولاً مستقیماً عهده‌دار این مسئولیت می‌شود. (در سیستم دموکراسی ریاستی همچون ایالات متحده، رئیس‌جمهور فرمانده کل قوا است و وزیر دفاع مقام دوم فرماندهی به‌شمار می‌رود) مقام‌های پایین‌تر معاونان مسئول بخش‌های عملیاتی نیروهای مسلح هستند مانند آن‌هایی که پشتیبانی خدماتی نیروهای مسلح را فراهم می‌کنند. در سومین رده فرماندهی معمولاً سران قسمت‌های اداری خاص قرار می‌گیرند که مسئول تدارک و مدیریت دانش و مهارت‌های نیرو محور نظیر مشاوره راهبردی، ارزیابی رشد توانایی‌ها یا مقررات علوم دفاعی در مورد پژوهش، طراحی و توسعهٔ فناوری‌ها هستند.
در هر قسمت اداری شعبات اجرایی وجود دارند که مسئول کارهای تخصصی اداره متبوع خود هستند. برای نمونه ممکن است که اداره راهبرد دارای شعبه‌ای برای تولید مشاوره‌هایی در مورد مفاهیم عملیاتی باشد. همچنین ممکن است شعبه‌ای مسئول مشاوره پیرامون روش‌های عملیاتی و شعبه‌ای دیگر مسئول ترکیب اعمال آن دو شعبه در بستر عملیات‌های مشترک نیروهای مسلح باشد.

## تشکیلات نیروهای مسلح
قوای نظامی در کشورهای مختلف معمولاً در قالب چند شاخه یا نیروی مسلح تقسیم‌بندی می‌شوند. برخی از کشورها نیروی تفنگداران دریایی و نیروهای ویژه را نیز به عنوان نیروهای مجزا در نظر می‌گیرند. حتی در برخی موارد گارد ساحلی یک کشور هم نیروی جداگانه‌ای تلقی می‌شود. البته در بسیاری از کشورها گارد ساحلی یک اداره مدنی یا نهاد اِعمال قانون است. سازمان نظامی فرانسه که توسط بسیاری از کشورها مورد تقلید قرار گرفت دارای سه نیروی سنتی و یک نیروی چهارم به نام ژاندارمری است که مسئول حفظ امنیت داخلی می‌باشد. در مقابل در ایالات متحده نیروهای نظامی از هر گونه اِعمال قانون منع شده‌اند.
خوب است که در این‌جا از نیروی مشترک هم ذکری به میان آید. در نیروهای نظامی غربی، نیروی مشترک به یگان یا آرایشی گفته می‌شود که از بدنهٔ دو یا چند نیرو شکل گرفته باشد.

## قرارگاه، آرایش و یگان
معمولاً در نیروهای نظامی اروپایی و آمریکای شمالی برای اشاره به قسمت‌های سازنده نظام از اصطلاحاتی نظیر قرارگاه فرماندهی، آرایش و یگان استفاده می‌کنند.
در بستر مفاهیم نظامی، قرارگاه (command) به مجموعه‌ای از یگان‌ها و آرایشات تحت فرماندهی یک افسر گفته می‌شود. با این حال در طول جنگ جهانی دوم در ارتش آمریکا، command به یک گروه رزمی در ارتش اطلاق می‌شد. اما در کل، قرارگاه، مرکز فرماندهی راهبردی اداری و اجرایی است که به دولت ملی یا مرکز فرماندهی نظامی ملی پاسخگو است. در برخی از کشورها هر کدام از نیروها دارای قرارگاه مخصوص به خود هستند (مانند قرارگاه نیروی هوایی، قرارگاه نیروی زمینی و قرارگاه نیروی دریایی در ارتش کانادا) اما این موضوع مانعه‌الجمع قرارگاه‌هایی نیست که نیرو محور نیستند.

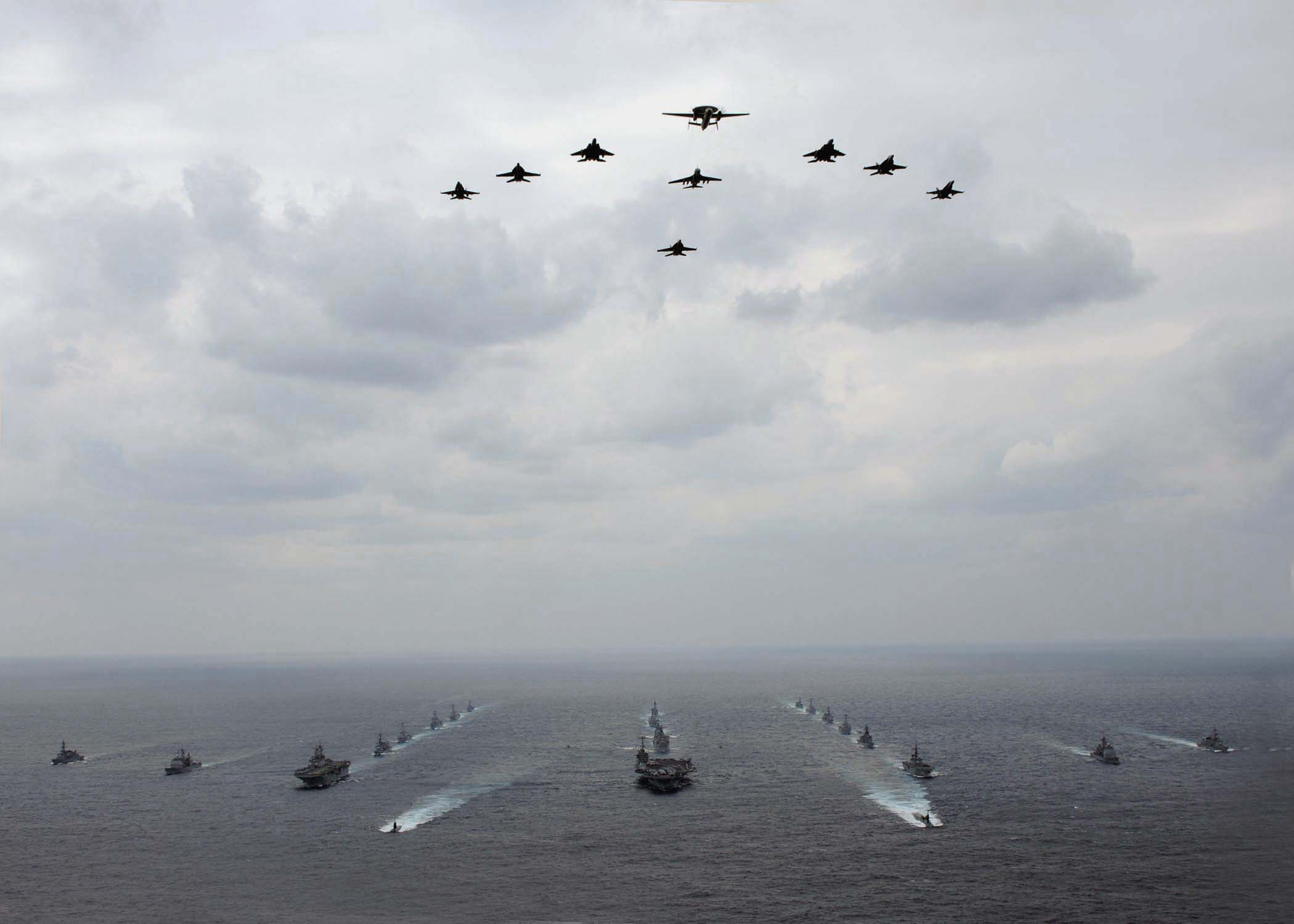
نمونه‌ای از آرایش مرکب هواپیماها و کشتی‌ها در تمرین سالیانه با حضور نیروی دریایی آمریکا و نیروی هوایی دفاع از خود ژاپن

آرایش، یک سازمان نظامی مرکب است که ترکیبی از یگان‌های جزء یکپارچه و عملیاتی است و معمولاً توانایی رزم دارد. وزارت دفاع آمریکا، آرایش را به این شکل توصیف می‌کند: «دو یا چند هواپیما، کشتی یا یگان که تحت فرماندهی یک فرمانده عمل می‌کنند». آرایش‌ها شامل یگان‌هایی در سطح تیپ، لشکر، تیپ هوایی یا غیره می‌شوند.
یک یگان عادی سازمان نظامی همگنی است که توانایی‌های رزمی، پشتیبانی خدمات رزمی یا غیررزمی دارد و شامل کارکنانی از یک نیرو یا شاخهٔ نظامی می‌شود و اعمال فرماندهی و اجرایی آن یکپارچه است (متکی به خود). هر گروه کوچکتر از یگان را یگان جزء می‌نامند.
ممکن است نیروهای مسلح مختلف و حتی شاخه‌های مختلف یک نیرو از یک نام برای اشاره به سازمان‌های نظامی متنوع استفاده کنند. برای مثال «اسکادران». در بسیاری از نیروهای دریایی یک اسکادران به آرایش چند کشتی گفته می‌شود؛ در بسیاری از نیروهای هوایی به یک یگان اطلاق می‌شود؛ در ارتش آمریکا به یک یگان زرهی در حد تیپ گفته می‌شود و در ارتش‌های کشورهای مشترک‌المنافع اسکادران نامی برای یک یگان جزء در اندازه گروهان است.

## جدول سازمان و تجهیزات
جدول سازمان و تجهیزات (به انگلیسی: TOE یا TO&E) سندی است که وزارت دفاع آمریکا منتشر می‌کند و هدف آن تعیین سازمان، بکارگماری و تجهیز یگان‌ها از سطح لشکر به پایین و همچنین در سطح قرارگاه‌های سپاه‌ها و ارتش‌ها است.
جدول سازمانی همچنین دارای اطلاعاتی پیرامون مأموریت و توانایی‌های یک یگان و وضعیت جاری یگان نیز هست. یک جدول سازمان و تجهیزات کلی برای نوعی از یگان (مثلاً یک یگان پیاده) است و مخصوص یک یگان خاص (مثل لشکر سوم پیاده) طراحی نمی‌شود. به این صورت، تمامی یگان‌های یک نیرو (مانند یگان‌های پیاده) از یک رهنمود ساختاری پیروی می‌کنند.

## سلسله مراتب در نیروهای زمینی نوین
در این‌جا به بررسی برخی اصطلاحات که به منظور توصیف سلسله مراتب در نیروهای زمینی مدرن در سطح دنیا به کار می‌روند می‌پردازیم. هر چند اختلافاتی بین مدل‌های نیروهای زمینی کشورهای مختلف وجود دارد اما بسیاری از آن‌ها بر اساس مدل بریتانیایی یا آمریکایی یا هر دو طراحی شده‌اند. با این حال بسیاری از یگان‌ها و آرایشات نظامی ریشه در تاریخ دارند و توسط متفکران نظامی مختلف در طول تاریخ اروپا اختراع شده‌اند. برای مثال سپاه برای اولین بار در سده ۱۸ میلادی توسط فرانسه ایجاد شد ولی بعدها در سازمان نظامی اغلب نیروهای زمینی جهان مورد استفاده قرار گرفت.
| نماد APP-6A | نام                                                                                                   | استعداد نفری    | یگان‌های متشکله                                                          | فرمانده یا رهبر             |
| ----------- | --- | --------------- | ----------------------------------------------------------------------- | --------------------------- |
| XXXXXX      | ناحیه یا ارتش تئاتر                                                                                   | +۱٬۰۰۰٬۰۰۰      | +۴ جبهه یا ارتش گروه                                                    | بزرگ ارتشبد یا ارتشبد       |
| XXXXX       | ارتش گروه، یا جبهه                                                                                    | +۲۵۰٬۰۰۰        | +۲ ارتش                                                                 | بزرگ ارتشبد یا ارتشبد       |
| XXXX        | ارتش                                                                                                  | ۶۰٬۰۰۰-+۱۰۰٬۰۰۰ | ۲–۴ سپاه                                                                | ارتشبد                      |
| XXX         | سپاه                                                                                                  | ۳۰٬۰۰۰–۸۰٬۰۰۰   | +۲ لشکر                                                                 | سپهبد                       |
| XX          | لشکر                                                                                                  | ۱۰٬۰۰۰–۲۰٬۰۰۰   | ۲–۴ تیپ یا هنگ                                                          | سرلشکر                      |
| X           | تیپ                                                                                                   | ۲۰۰۰–۵۰۰۰       | ۲+ هنگ، ۶–۳ گردان یا +۲ هنگ کشورهای مشترک‌المنافع                        | سرتیپ، (گاهی سرهنگ)         |
| III         | هنگ یا گروه                                                                                           | ۲۰۰۰–۳۰۰۰       | +۲ گردان یا اسکادران زرهی آمریکایی                                      | سرهنگ                       |
| II          | گردان پیاده، اسکادران زرهی آمریکا یا هنگ زرهی کشورهای مشترک‌المنافع                                    | ۳۰۰–۱۰۰۰        | ۲–۶ گروهان، آتشبار، گروهان زرهی آمریکا یا اسکادران کشورهای مشترک‌المنافع | سرهنگ دوم                   |
| I           | گروهان پیاده، آتشبار توپخانه، گروهان زرهی آمریکا یا اسکادران زرهی یا مهندسی رزمی کشورهای مشترک‌المنافع | ۷۰–۲۵۰          | ۲–۸ دسته یا گروه کشورهای مشترک‌المنافع                                   | ستوانیار و سروان یا سرگرد   |
| •••         | دسته یا گروه کشورهای مشترک‌المنافع                                                                     | ۲۵–۶۰           | +۲ گروه، یا لوازم نقلیه                                                 | ستوانیار و ستوان یکم یا دوم |
| ••          | گروه یا گروه گشتی                                                                                     | ۱۲–۲۴           | ۱ جوخه کامل الی حداکثر ۲ جوخه یا ۳–۶ تیم آتش                            | گروهبان دوم تا استوار دوم   |
| •           | جوخه یا خدمه                                                                                          | ۸–۱۲            | ۲–۳ تیم آتش                                                             | گروهبان دوم تا استوار دوم   |
| Ø           | تیم آتش                                                                                               | ۴               | ندارد                                                                   | سرجوخه تا استوار دوم        |
| Ø           | تیم حرکت و آتش                                                                                        | ۲               | ندارد                                                                   | هر درجه‌ای/سرباز یکم         |

احتمال جا انداختن چند تا از پله‌های این نردبان در نیروهای مختلف کشورهای جهان وجود دارد: برای مثال، نیروهای ناتو به‌طور معمول از سطح گردان مستقیماً به تیپ می‌روند. همچنین تنها نیروهای نظامی بزرگ دارای بالاترین سطوح هستند. کشورها و نیروهای زمینی مختلف نیز ممکن است از نام‌های سنتی مختلفی برای نام‌گذاری موارد فوق استفاده کنند که این مسئله تا حد زیادی باعث تداخل و پیچیدگی نام‌ها می‌شود: برای مثال یک هنگ (گردان) زرهی بریتانیایی یا کانادایی به چند اسکادران (گروهان) و چند واحد (دسته) تقسیم می‌شود در حالی که یک اسکادران (گردان) زرهی آمریکایی به چند واحد (گروهان) و چند دسته تقسیم می‌شود.
نیرو، گروه نیرو، منطقه و صحنه همگی از آرایشاتی هستند که تا حد زیادی از نظر اندازه و سلسله مراتب بین نیروهای مسلح جهان تفاوت دارند. تا پیش از جنگ جهانی دوم عناصر پشتیبانی (مانند توپخانه صحرایی، بیمارستان، آماد و پشتیبانی نظامی و غیره) در سطح لشکر به ساختار یگانی اضافه می‌شدند اما پس از این جنگ بسیاری از تیپ‌ها نیز دارای این واحدها گشتند و پس از دهه ۱۹۸۰ بسیاری از هنگ‌ها نیز این واحدها را دریافت می‌کنند. در آمریکا به هنگی که دارای چنین واحدهای پشتیبانی باشد، تیم رزمی هنگی گفته می‌شود و در بریتانیا و دیگر نیروها گروه رزمی.
ارتش سرخ در طول جنگ جهانی دوم از چنین ساختار ساده‌ای برای خود استفاده کرد. اما در ابتدا بسیاری از یگان‌های آن تا حد زیادی از کمبود نیرو رنج می‌بردند و اندازهٔ آن‌ها در واقع یک پله پایین‌تر از چیزی بود که در نیروهای کشورهای دیگر مرسوم بود. برای مثال یک لشکر ارتش سرخ در طول جنگ جهانی دوم تقریباً به اندازهٔ هنگ یا تیپ در بسیاری از نیروهای زمینی دیگر جهان بود. گروه نیرو که در بالای این نردبان قرار دارد در ارتش سرخ به نام جبهه نامیده می‌شد. در مقابل در همان زمان گروه‌های نیروی Wehrmacht ارتش آلمان به خصوص در جبههٔ شرقی مثل گروه نیروی مرکزی بسیار بیش از اندازهٔ معمول نیرو داشتند و بیشتر بر مسیرهای راهبردی شوروی منطبق بودند.

## سلسله مراتب در نیروهای دریایی نوین
سازمان‌های نیروهای دریایی در سطح ناوتیپ به ندرت استقرار می‌یابند زیرا کشتی‌ها ممکن است در وضعیت‌های مختلف در گروه‌های کوچکتر یا بزرگتری عمل کنند که ممکن است در هر لحظه تغییر کنند. با این حال واژگان خاصی برای نام‌گذاری گروه‌های کشتی‌ها در نیروهای دریایی جهان وجود دارد تا بتوان یک مفهوم کلی از اندازهٔ یک گروه خاص از کشتی‌ها را به دیگران انتقال داد.
نیروهای دریایی به‌طور کلی برای اهداف ویژه به خصوص اهداف راهبردی به چند گروه تقسیم می‌شوند. این گروه‌بندی‌های سازمانی بنا بر اوضاع و مأموریت‌هایی که بر عهدهٔ نیروی دریایی گذاشته می‌شوند در زمان‌های مختلف تشکیل و ملغی می‌گردند. این مسئله با ثبات یگان‌ها در نیروی زمینی که تا سال‌ها با همان افراد و تجهیزات باقی می‌مانند مغایرت دارد.
| نام یگان                     | نوع کشتی‌ها                              | تعداد کشتی‌ها                                     | افسر فرمانده           |
| ---------------------------- | --------------------------------------- | ------------------------------------------------ | ---------------------- |
| نیروی دریایی                 | انواع کشتی‌های نیرو                      | +۲ ناوگان                                        | بزرگ دریابد            |
| ناوگان                       | تمام کشتی‌ها در یک اقیانوس یا منطقهٔ بزرگ | +۲ ناوگان رزمی یا نیروی مأموریت                  | دریابد                 |
| ناوگان رزمی یا نیروی مأموریت | تعداد زیادی از کشتی‌هایی از هر نوع       | +۲ گروه مأموریت                                  | دریاسالار              |
| گروه مأموریت                 | مجموعه‌ای از کشتی‌های مکمل                | +۲ ناوتیپ یا یگان مأموریت                        | دریابان                |
| ناوتیپ یا یگان مأموریت       | غالباً کشتی‌های بزرگ                      | تعداد کمی کشتی                                   | دریادار                |
| ناوگروه یا یگان مأموریت      | به غیر از کشتی‌های بزرگ                  | تعداد کمی کشتی که غالباً از یک اندازه و نوع هستند | دریادار                |
| عنصر مأموریت                 | یک کشتی                                 | یک                                               | ناخدا یکم یا ناخدا دوم |

درجهٔ پنج‌ستارهٔ بزرگ دریابد پس از دههٔ ۱۹۹۰ دیگر عمدتاً به کار نمی‌رود، مگر در انتصاب‌های تشریفاتی یا افتخاری. اکنون، همهٔ نیروهای دریایی عمده بسته به اندازه‌شان توسط یک دریابُد (امیر چهارستارهٔ نیروی دریایی) یا دریاسالار (امیر سه‌ستارهٔ نیروی دریایی) فرماندهی می‌شوند. نیروهای دریایی کوچک‌تر همانند نیروی دریایی پادشاهی زلاند نو و نیروهای دریایی‌ای که بیشتر نقش گارد ساحلی را ایفا می‌کنند توسط یک دریابان یا دریادار یا حتی یک ناخدا یکم فرماندهی می‌شوند.
ناوهای هواگردبر (حامل هواپیما یا بالگرد) معمولاً توسط یک ناخدا یکم فرماندهی می‌شوند. زیردریایی‌ها و ناوشکن‌ها به‌طور معمول توسط یک ناخدا یکم یا ناخدا دوم فرماندهی می‌گردند. برخی ناوشکن‌ها به‌ویژه ناوشکن‌های کوچک‌تری مانند ناوچه (پاسناو) معمولاً توسط افسرانی با درجهٔ ناخدا دوم فرماندهی می‌شوند. کشتی‌های کمکی مانند ناوچهٔ سبک، قایق توپدار، مین‌روب، قایق گشتی، شناوک خط رودخانه، ناو پشتیبان و قایق اژدرافکن معمولاً توسط ناخدا سوم‌ها یا ناوسروان‌ها فرماندهی می‌شوند. معمولاً هر چه ناو کوچک‌تر باشد فرماندهش درجهٔ پایین‌تری دارد. برای نمونه، قایق‌های گشتی توسط ناوبان دوم‌ها فرماندهی می‌شوند در حالی که ناوچه‌ها به‌ندرت توسط افسری با درجهٔ پایین‌تر از ناخدا دوم فرماندهی می‌گردند.
نیروهای دریایی تاریخی از دید ساختاری بسیار انعطاف‌ناپذیرتر بوده‌اند. کشتی‌ها در ناودسته‌ها گرد می‌آمدند که آن‌ها نیز به نوبهٔ خود در شماری ناوگروه گرد می‌آمدند و آن‌ها نیز شماری ناوگان پدیدمی‌آوردند. اجازهٔ جدایی یک کشتی از یک یگان و پیوستن به یگانی دیگر می‌بایست روی کاغذ تأیید می‌شد.
نیروی دریایی نوین ایالات متحده بر اساس چندین استاندارد تقسیم‌بندی کشتی‌ها استوار است که می‌توان از آن میان به گروه هواپیمابر ضربتی و گروه اعزامی ضربتی اشاره کرد.
افزون بر این، سازمان‌بندی نیروی دریایی بر روی یک کشتی هم ادامه می‌یابد که شامل سه یا چهار دپارتمان (مانند تاکتیکی یا مهندسی) می‌باشد که هر کدام دارای چند قسمت است و این‌ها نیز به نوبهٔ خود شامل چند مرکز کاری است.

## سلسله مراتب در نیروهای هوایی
ساختار سازمانی نیروهای هوایی کشورهای مختلف با هم تفاوت دارد: برخی از نیروهای هوایی (مانند نیروی هوایی ایالات متحده و نیروی هوایی پادشاهی بریتانیا) به چند قرارگاه، گروه و اسکادران تفسیم می‌شوند. برخی دیگر (مانند نیروی هوایی شوروی) دارای ساختاری مبتنی بر نیروی زمینی هستند.
| نماد (برای مقایسه با نیروی زمینی) | نام یگان (یوساف/راف)               | تعداد کارکنان                                | تعداد هواپیما  | تعداد یگان‌های تابع (یوساف/راف)                          | افسر فرمانده (یوساف/راف) |
| --------------------------------- | ---------------------------------- | -------------------------------------------- | -------------- | ------------------------------------------------------- | ------------------------ |
| + XXXXXX                          | نیروی هوایی                        | کل نیروی هوایی                               | کل نیروی هوایی | تمام قرارگاه‌های عمده                                    | بزرگ ارتشبد یا ارتشبد    |
| XXXXX                             | قرارگاه عمده/[معادلی در راف ندارد] | متغیر                                        | متغیر          | بستگی به منطقه یا مأموریت دارد (یگان‌های تابع فرق دارند) | بزرگ ارتشبد یا ارتشبد    |
| XX                                | نیروی هوایی وابسته/قرارگاه         | بستگی به منطقه دارد (یگان‌های تابع فرق دارند) | متغیر          | +۲ تیپ هوایی/گروه                                       | سرلشکر                   |
| X                                 | تیپ هوایی/گروه یا ایستگاه          | ۵۰۰۰–۱۰۰۰                                    | ۱۰۰–۴۸         | +۲ گروه/تیپ هوایی                                       | سرتیپ                    |
| III                               | گروه/تیپ هوایی                     | ۱۰۰۰–۳۰۰                                     | ۴۸–۱۷          | ۱۰–۳ اسکادران/۴–۳ اسکادران                              | سرهنگ یا سرهنگ دوم       |
| II                                | اسکادران                           | ۳۰۰–۱۰۰                                      | ۱۶–۷           | ۳–۴ رسد هوایی                                           | سرهنگ دوم یا سرگرد       |
| •••                               | رسد هوایی                          | ۱۰۰–۲۰                                       | ۶–۴            | ۲ دسته به علاوهٔ خدمه تعمیرات و پشتیبانی                 | سروان یا ستوان یکم       |
| ••                                | دسته هوایی                         | ۴–۲                                          | ۳–۲            | ندارد                                                   | افسر جزء                 |

## آرایش‌های نظامی
گذشته از سازمان سلسله مراتب رسمی ارتش که از سده ۱۷ میلادی به این سو در اروپا در حال تحول بوده‌است، نیروهای جنگاور برای دستیابی به اهداف خاص عملیاتی به سازمان‌های مأموریت محور تقسیم‌بندی یا گروه‌بندی شده‌اند که می‌توان از میان آن‌ها به کامپفگروب (Kampfgruppe) در آلمان، تیم رزمی در نیروی زمینی و نیروی مأموریت در نیروی دریایی ارتش ایالات متحده یا گروه مانور عملیاتی شوروی در طول جنگ سرد اشاره کرد. گروه رزمی (battlegroup) در ارتش‌های بریتانیا و کشورهای مشترک‌المنافع به وسعت برای گروه‌بندی گروهان‌ها در طول جنگ جهانی دوم و جنگ سرد مورد استفاده قرار گرفت.

## در ایران
| نام یگان | شمار سربازان    | شمار یگان‌های تشکیل‌دهنده | افسر مربوطه |
| -------- | --------------- | ----------------------- | ----------- |
| نیرو     | ۱۰۰٫۰۰۰–۲۰۰٫۰۰۰ | ۲+ قرارگاه              | سرتیپ       |
| قرارگاه  | ۴۰٫۰۰۰–۶۰،۰۰۰   | ۲+ لشکر                 | سرتیپ‌ دوم   |
| لشکر     | ۱۰٫۰۰۰–۲۵،۰۰۰   | ۲–۴ تیپ                 | سرتیپ دوم   |
| تیپ      | ۴۰۰۰–۶۰۰۰       | ۲+ هنگ ۶–۸ گردان        | سرهنگ       |
| هنگ      | ۲۰۰۰–۳۰۰۰       | ۲–۴ گردان               | سرهنگ دوم   |
| گردان    | ۵۰۰–۸۰۰         | ۲–۶ گروهان              | سرگرد       |
| گروهان   | ۸۰–۲۵۰          | ۳–۶ دسته                | سروان       |
| دسته     | ۲۶-۶۰           | ۲-۴ گروه                | ستوان       |
| گروه     | ۹-۲۴            | ۲-۳ جوخه                | گروهبان     |
| جوخه     | ۰-۴             | سرباز                   | سرجوخه      |

پیش از انقلاب سال ۱۳۵۷ ایران، درجاتی مانند سپهبد و ارتشبد وجود داشت همچنین فرمانده کل سه نیروی مسلح بزرگ‌ارتشتاران نامیده می‌شد که لقبی ریشه‌دار و باستانی است و از زمان هخامنشیان در زبان پارسی بکار می‌رفته‌است. پس از انقلاب این درجه ارتشی را فرمانده کل قوا نام گذاشتند.

## برابرهای انگلیسی یگان‌های ارتش
| فارسی  | انگلیسی   |
| ارتش   | Army      |
| سپاه   | Corps     |
| لشکر   | Division  |
| تیپ    | Brigade   |
| هنگ    | Regiment  |
| گردان  | Battalion |
| گروهان | Company   |
| دسته   | Platoon   |
| گروه   | Squad     |
| جوخه   | Team      |